# Lebeteng
Lebeteng is een bestuurslaag in het regentschap Tegal van de provincie Midden-Java, Indonesië. Lebeteng telt 4039 inwoners (volkstelling 2010).